# ماسالا (فیلم)
ماسالا (انگلیسی: Masala) یک فیلم در ژانر درام محصول کشور کانادا است که در سال ۱۹۹۱ منتشر شد. سعید جعفری برای نقش‌آفرینی در این فیلم کاندید جایزه جینی بهترین هنرپیشه مرد شد.